# Malmö (1837)
Malmö var en svensk hjulångare som användes för gods- och passagerartrafik på rutten Malmö–Köpenhamn.
Den 29 mars 1836 bildades i Malmö ett bolag för ”anskaffandet av ett ångfartyg på 50 á 70 hästars kraft.” 
Initiativtagare var handelsmännen L.I. Bager, M. Flensburg och C.P. Möller. Fartyget skulle användas för att ”öppna communication emellan Malmö, Köpenhamn och Lübeck för fraktgods och passagerare samt efter omständigheterna även verkställa andra reserouter och tillika bogsering av fartyg”.
Man avsåg att inköpa ett fartyg som skulle tillverkas i England men bolagets agent, löjtnant Nils Hallström, kunde inte finna ett lämpligt skepp till den kostnadsram av 4700 pund som ställts till förfogande. Man beslutar därför att bygga skeppsskrovet på Karlshamns skeppsvarv och maskineriet på Motala Verkstad. Karlshamns skeppsvarv saknade dock delar till skeppets utrustning, varför dessa fick anskaffas från annat håll. Styrinrättningen, kolboxar och vattencisterner fick sändas vattenvägen från Motala till Karlshamn. Ventiler, järnkättingar, lanternor och ”vatercloset” beställdes från Newcastle medan segel och tältduk kom från Göteborg. Allt porslin beställdes från Rörstrands Porslinsfabrik.
Den 6 september 1837 gick fartyget av stapelbädden i Karlshamn. Efter en långvarig bogsering anlände fartyget till Mem vid Göta kanals mynning. Hit transporterades också maskineriet från Motala och här slutfördes skeppsbyggandet. Den 11 juli 1838 skedde provseglingen.
Den 27 juli 1838 ankom hjulångaren Malmö för första gången till Malmö. Detta tillfälle9 beskrevs i Malmö Allehanda: 
”då det emot kl. 12 det så länge wäntade föremålet med vindens hastighet wisade sig i farwattnet och genast inlopp i hamnen. Det emottogs med lifliga hurrarop af den på skeppsbrons båda armar församlade folkmängden och helsades genom flaggning från alla i hamnen liggande fartyg.”
Före trafiken med Malmö hade turer mellan städerna skett med hjulångaren Caledonia från augusti 1828, men inte reguljärt utan bara genom lustturer.
Hjulångaren Malmö framdrevs av skovelhjul drivna av två ångmaskiner på vardera 35 hästkrafter. I Köpenhamn fick man fram till 1843 lasta och lossa på redden, av rädsla för att gnistor skulle antända bebyggelsen nära kaj.